# P-18 (radar)
Radarul P-18 (în limba rusă ”Tepek”, index GRAU - 1RL131, după clasificarea NATO ”Spoon Rest D”) este o stație de radiolocație produsă în fosta URSS din anul 1971, mobilă, de observare circulară, pentru determinarea a două coordonate, care lucrează în gama de unde metrice. Radarul a fost și în înzestrarea țărilor fostului Tratat de la Varșovia, inclusiv în Armata României. În prezent este în exploatare. 

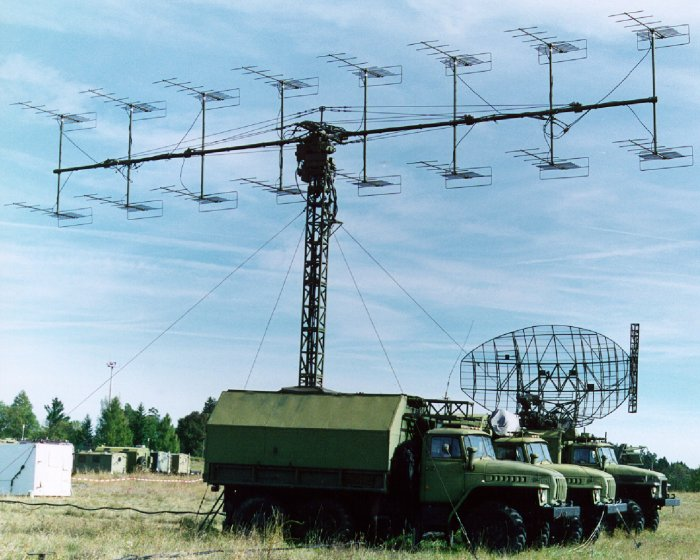
Radarul P-18 în dispozitiv de luptă. În dreapta interogatorul ”Parola”.

## Scurt istoric
Prototipul radarului P-18 l-a constituit radarul P-12NA, care a fost varianta modernizată a radarului de descoperire îndepărtată a avioanelor, P-12 ”Enisei”. Radarul P-18 a fost realizat pe baza radarului P-12MP, pe calea translatării aparaturii pe noua bază de elemente (două camioane tot-teren de tip Ural). În același timp a fost prevăzută conjugarea radarului cu sistemul de recunoaștere prin radiolocație a apartenenței de stat a mijloacelor aeriene, apărut la aceea vreme, care lucrează în sistemul ”Kremnîi-2M”, aparatura ”Parola”. După trecerea cu succes a testelor din teren, noul radar P-18, în anul 1971, a fost introdus în înzestrarea Armatei Sovietice. În Rusia ultima livrare de radare P-18 a fost realizată în anul 2007. În prezent Rusia produce radare în gama de unde metrice încadrate în familia ”Nebo”.

## Destinație
Radarul P-18 este destinat pentru observarea permanentă a spațiului aerian, urmărirea mijloacelor aeriene, inclusiv a celor realizate cu tehnologia ”Stealth”, în limitele zonei de cercetare, determinarea apartenenței de stat și transmiterea coordonatelor (distanță, azimut) beneficiarilor de informații despre situația aeriană.

## Scurtă prezentare
- Spre deosebire de radarele P-12, radarul P-18 asigură transmiterea cu mai mare precizie a indicării țintelor mijloacelor terestre de nimicire a mijloacelor aeriene (tunuri și rachete antiaeriene) și, de asemenea, dirijarea aviației de vânătoare la avioanele inamice. În afară de aceasta radarul are posibilități mărite de protecție la bruiajul radioelectronic. Radarul a avut în complet interogatorul terestru NRZ-12. În anul 1979 în completul radarului a fost introdus noul interogator ”Parola” dispus pe șasiul unui automobil. Toată aparatura radarului este dispusă, în cabine, pe șasiul a două automobile (de tip Ural), într-o cabină este dispusă aparatura radioelectronică cu locurile de muncă ale operatorilor, în a doua cabină instalația de antenă. Pentru alimentarea autonomă a radarului cu energie electrică se folosesc două agregate diesel-electrice (de tip AD-10), de bază și de rezervă, dispuse în a doua mașină. Radarul mai are un indicator portativ de observare circulară care se poate instala într-un punct de comandă la o distanță de până la 500 de metri, cu posibilitatea de control total al radarului.
- Emițătorul este format dintr-o cavitate rezonatoare coaxială cu lungimea de aproximativ 2 metri cu un tub triodă cu vid de tip GI - 19B și alimentează un grup de antene tip Yagi cu 16 antene de bandă largă. Comutatorul de antenă emisie-recepție este format din tub tiratron (cu descărcare luminiscentă într-un tub electronic umplut cu gaz) și diode pin. Un sistem mecanic poate schimba lungimea liniară a acestei cavități rezonatoare coaxiale pe patru frecvențe de lucru pregătite și mai ales reglate. Controlul automat al frecvenței urmărește mai constant frecvența receptorului. Datând de la un radar mai vechi (P-12), și construit cu tuburi cu vid, receptorul are un preamplificator tranzistorizat sensibil. Sistemul de selecție a țintelor mobile (SȚM), lucrează cu două potențialoscoape ca un bloc de memorie. Acest sistem de compensare a vitezei vântului poate fi folosit cu succes și împotriva norilor de bruiaj pasiv de înșelare provocați cu benzi reflectoare de staniol. Aceste tuburi de memorie (potențialoscoapele) sunt utilizate împotriva bruiajului asincron în canalul de amplitudine. Sistemul de operare oferă un control complet de la distanță prin retehnologizarea cu tranzistoare cu efect de câmp ca întrerupătoare rapide. Cu excepția vechiului sistem SȚM și a tuburilor catodice indicatoare de mari dimensiuni celelalte căi de semnal sunt tranzistorizate. Controlul antenei este un sistem de servo-urmărire cu diverse porturi de intrare, de control și poate lucra cu alte stații radar, prin urmare, sincron. Aceste stații radar, pot trimite semnalul video  pe ecranul radarului P-18 sau se poate combina semnalul de la cele două stații.
- Față de alte frecvențe radar banda de frecvență VHF are avantajul că nu există rachete antiradar pentru această frecvență. O antenă cu lățimea fasciculului necesară pentru această frecvență ar avea  mărimea geometrică foarte mare, această antenă nu este transportabilă cu racheta aer-sol. La aceste frecvențe, la suprafața pământului, în plus, difracția  undelor electromagnetice are o importanță mai mare decât la alte frecvențe. P-18 "arată" cu aproximativ 5 până la 10% mai mult "după colț", decât alte unități radar de frecvență mai mare, cu mult mai performante. Radarul poate lucra pe orice vreme, în condițiile schimbării temperaturii mediului înconjurător de la -50 grade la +50 grade Celsius și o viteză a vântului de până la 30 metri pe secundă.

## Date tehnico-tactice
- frecvența de lucru: 150 – 170 MHz;
- frecvența de repetiție a impulsurilor: 360 Hz;
- durata impulsului de sondaj: 6 microsecunde;
- puterea în impuls: 260 kw;
- puterea medie: 540 W;
- lățimea diagramei de directivitate: 6 grade;
- viteza de rotire a antenei: de la 2 la 10 ture/minut;
- unghiul de înălțare al diagramei de directivitate: 5 și 15 grade, sistemul de antenă se poate înclina mecanic.
- distanța de descoperire pentru un avion MIG-21 (în condiții de bruiaj):
  - la înălțimea de 500 m - până la 60 (40) km;
  - la înălțimea de 10.000 m - până la 180 (90) km;
  - la înălțimea de 20.000 - 27.000 m - până la 260 (170) km;
- descoperirea țintelor pe fondul bruiajului activ de zgomot: nu se asigură;
- numărul de ținte însoțite: 10;
- intervalul de împrospătare a datelor: de la 10 la 30 de secunde;
- precizia de determinare a coordonatelor:
  - în distanță: 1.800 m (1.400 m după modernizare);
  - în azimut: 6 grade (47 minute după modernizare);
- coeficientul de suprimare a bruiajului:
  - bruiajul activ de zgomot: - 0 (zero);
  - bruiajul pasiv: 20 dB;
- timpul de desfășurare: 45 minute (90 minute după modernizare);
- puterea consumată: 10 kW;
- echipaj: 7 persoane (4 după modernizare);
- timpul mediu între două defecțiuni: 140 ore.

Modernizare:
Între anii 2005 și 2013 a fost elaborat și realizat radarul P-18-2 modernizat, în care se folosește prelucrarea digitală a informației.
- distanța de descoperire pentru un avion MIG-21 în condițiile unui bruiaj activ de zgomot cu densitatea de 200 W/MHz:
  - la înălțimea de 3.000 m - până la 84 km;
  - la înălțimea de 10.000 m - până la 150 km;
  - la înălțimea de 20.000 - 27.000 m - până la 162 km;
- numărul de ținte însoțite: 120;
- intervalul de împrospătare a datelor: 10 secunde;
- precizia de determinare a coordonatelor:
  - în distanță: 250 m;
- coeficientul de suprimare a bruiajului:
  - bruiajul activ de zgomot: - 23 dB;
  - bruiajul pasiv: 26 dB;
- puterea consumată: 10 kW;
- timpul mediu între două defecțiuni: 800 ore.